# Артименьев, Артур Леонидович
Артур Леонидович Артименьев (род. 19 января 1969 года, Архангельск, Россия) — театральный режиссёр. Заслуженный артист Украины (2024).

## Биография
Образование — высшее:
- 1989—1992: учёба в Днепропетровском государственном театральном училище.
- 1992—1997: учёба в Киевском государственном институте театрального искусства, специальность: «Режиссёр драматического театра» (курс Резниковича М. Ю.).

В 1995—1996 работал преподавателем театрального отделения в Детской школе искусств № 2.
В июле 1997 создал в Киеве «Свободный театр» (на антрепризной основе), которым руководит до сих пор.
С апреля по август 1998 являлся корреспондентом на телевидении («Новый канал»). В 1999—2001 годах работал преподавателем театрального отделения в Детской школе искусств им. Турчака.

## Творчество

### Актёрская деятельность
С марта по 1992 года служил в Черниговском музыкально-драматическом театре имени Шевченко.

### Режиссёрская деятельность
Артур Леонидович поставил спектакли:
- 1989—1992: самостоятельные режиссёрские работы на курсе в Днепропетровском государственном театральном училище:
  - «Ромео и Джульетта», У. Шекспир (так же исполнил роль Ромео)
  - «Прекрасные сабинянки», Л. Андреев
  - «Аплодируют звезды», по собственному сценарию
- 1993—1994: Постановка одноактных пьес в киевском Центре современной драматургии.
- 1995, осень: постановка пьесы киевского драматурга Сергея Щученко «Давай поиграем» в Киевском драматическом театре классической пьесы.
- 1996, март: организация и проведение в Киеве всеукраинского актерского фестиваля «Лицедей».
- 1997, апрель: дипломная работа в Киевском театре юного зрителя — сказка Татьяны Власовой «Велосипед с красными колёсами».

#### Постановки в «Свободном театре»
- 1997: «Чайка по имени Джонатан»[2] — фантазии на тему Ричарда Баха.
- 1999: «Такие свободные бабочки» — по пьесе Леонарда Герша.
- 2002: «Диалог самцов» — лирическая трагикомедия в двух действиях в воспоминаниях и мечтах[3] (Гран-при на Международном театральном фестивале «Добрый театр» (2004 год, Украина); Приз за лучшую режиссуру на Международном театральном фестивале «Подмосковные вечера» (2006 год); Специальный приз на Международном театральном фестивале в городе Враца (Болгария)) по произведениям[4]:  
  - В.Распутин «Рудольфио»
  - П.Вежинов «Барьер»
  - А.Аверченко «Обыкновенная женщина»,
  - П.Брессон «Диалог животных».
- 2003: «Голый Король» — по сказкам Ханса Кристиана Андерсена и пьесе Евгения Шварца.

#### Постановки вКиевском ТЮЗе
- 2002, Октябрь: Постановка спектакля по пьесе Я. Гловацкого «Досье на Золушек» в Киевском ТЮЗе.
- 2004, сентябрь: постановка мюзикла для детей «Реггеди Энн» в киевском Театре Юного Зрителя.

#### Постановки вСаратовском ТЮЗе
- Спектакль «Squat» — по пьесе Ж. М. Шеврэ.
- «Велосипед с красными колёсами»[5][6] — по мотивам произведений Парк Руфь («Вомбат с тупой головой»[7]). Премьера спектакля «Велосипед с красными колесами» состоялась 30 января 2010 года.

#### Отдельные постановки и проекты
- 2003, август: Постановка церемоний открытия и закрытия Международного кинофестиваля «Стожары» (Дом Кино)
- 2003, декабрь: сочинение сценария, художественное оформление и постановка праздничного концерта к 5-летию «Радио Шансон» (ДК «Украина»)
- 2005, сентябрь: организация и проведение актёрских клубов на 5-м Международном кинофестивале «Стожары».
- 2005, октябрь – ноябрь: инсценировка и постановка романа Сидни Шелдона «Гнев ангелов» в антрепризном проекте в  Белграде (Сербия).
- 2006, май – июль: постановка спектакля «Диалог самцов» в московском областном «Камерном театре» (Премьера состоялась 21 октября 2006)
- 2007, август – март, 2008: режиссёр сериала «Сила притяжения» (компания «А-Медиа»)
- 2008, июнь – сентябрь: режиссёр-постановщик в сериале «Нищий принц» (компания «Стар Медиа» (Киев)

## Семья
Жена — Диана Вячеславовна Артименьева (род. 14 мая 1971). Дочери: Катерина (род. 21 мая 1998) и Елизавета (род. 10 января 2003) Артименьевы.